# Scardia tholerodes
Scardia tholerodes är en fjärilsart som beskrevs av Edward Meyrick 1894. Scardia tholerodes ingår i släktet Scardia och familjen äkta malar. Inga underarter finns listade.